# Obiceiuri românești de Înnoirea Anului
Obiceiurile românești de Înnoirea Anului în folclorul românesc sunt cel mai bogat și colorat ciclul sărbătoresc popular tradițional. Ele au fost și sunt practicate la cumpăna dintre ani pentru a sărbători venirea Anului Nou. În epoca contemporană cerimoniile se desfășoare pe întreaga perioadă a celor 12 zile care constituie ciclul sărbătorilor de Anul Nou: din ajunul Crăciunului până la Bobotează, de pe 25 decembrie până pe 6 ianuarie.
Repertoriul obiceiurilor de Anul Nou cuprinde, în forma tradițională: colinde (de copii/pițărăi sau de ceată/colinde propriu-zise); urări de belșug și recoltă bogată cu Plugușorul și cu Buhaiul; urarea cu Sorcova; Zori sau zăuritul; Vasilca; jocuri cu măști: Turca - Cerbul, Cerbuțul, Brezaia, Cămila, Ursul, Capra sau Malanca; jocuri de păpuși; dansuri - Căiuții, Bumbierii, Călușerii; încurarea cailor; teatrul popular cu tematică haiducească ori al mediilor muncitorești cu veche tradiție românească și, ca suprapuneri bisericești tîrzii din secolele al XVII-lea și al XVIII-lea, cântece de stea, colinde religioase și vicleimul.
Se regăsesc cu durată diferită în timp și cu variate forme de realizare, chiar cu variații în cuprinderea repertoriului obiceiurilor în diferitele ținuturi românești. Deosebirile regionale corespund schimbărilor care au intervenit în cursul procesului de dezvoltare al folclorul acestor ținuturi. Răspândirea geografică a obiceiurilor oglindește în acest fel și dezvoltarea lor istorică, dar, de multe ori, aceste deosebiri se datoresc și prezenței unor comunități sociale locale din momentele în care s-au închegat. Astăzi, costumația și interpretarea acestor obiceiuri pot fi diferite de la o zonă la alta, dar obiceiul este în esență același.